# Lilstock
Lilstock är en by i civil parish Stringston, i enhetskommunen Somerset, i grevskapet Somerset, i England. Byn är belägen 20 km från Taunton. Lilstock var en civil parish fram till 1886 när blev den en del av Kilton with Lilstock. Civil parish hade 94 invånare år 1881. Byn nämndes i Domedagsboken (Domesday Book) år 1086, och kallades då Lulestoch/Lulestoc.